# Joaquin Mazdak Luttinger
Joaquin Mazdak Luttinger (Nueva York, Estados Unidos; 2 de diciembre de 1923-Nueva York, 6 de abril de 1997) fue un físico estadounidense conocido por sus contribuciones a la teoría de electrones interaccionantes en metales unidimensionales (se dice que los electrones en estos metales están en un estado de líquido de Luttinger) y a la teoría de líquidos de Fermi. Fue hermano del químico-físico Lionel Luttinger (1920-2009) y tío del matemático Karl Murad Luttinger.

## Algunas publicaciones
- W. Kohn, y J. M. Luttinger, Quantum Theory of Electrical Transport Phenomena, Physical Review, Vol. 108, pp. 590–611 (1957). APS
- W. Kohn, y J. M. Luttinger, Quantum Theory of Electrical Transport Phenomena. II, Physical Review, Vol. 109, pp. 1892–1909 (1958). APS
- J. M. Luttinger, Theory of the Hall Effect in Ferromagnetic Substances, Physical Review, Vol. 112, pp. 739–751 (1958). APS
- W. Kohn, y J. M. Luttinger, Ground-State Energy of a Many-Fermion System, Physical Review, Vol. 118, pp. 41–45 (1960). APS
- J. M. Luttinger, y J. C. Ward, Ground-State Energy of a Many-Fermion System. II, Physical Review, Vol. 118, pp. 1417–1427 (1960). APS
- J. M. Luttinger, Fermi Surface and Some Simple Equilibrium Properties of a System of Interacting Fermions, Physical Review, Vol. 119, pp. 1153–1163 (1960). APS
- J. M. Luttinger, Analytic Properties of Single-Particle Propagators for Many-Fermion Systems, Physical Review, Vol. 121, pp. 942–949 (1961). APS
- J. M. Luttinger, Theory of the de Hass-van Alphen Effect for a System of Interacting Fermions, Physical Review, Vol. 121, pp. 1251–1258 (1961). APS
- J. M. Luttinger, Derivation of the Landau Theory of Fermi Liquids. I. Formal Properties, Physical Review, Vol. 127, pp. 1423–1431 (1962). APS
- J. M. Luttinger, Derivation of the Landau Theory of Fermi Liquids. II. Equilibrium Properties and Transport Equation, Physical Review, Vol. 127, pp. 1431–1440 (1962). APS
- J. M. Luttinger, Journal of Mathematical Physics, Vol. 4, 1154 (1963).
- W. Kohn, y J. M. Luttinger, New Mechanism for Superconductivity, Physical Review Letters, Vol. 15, No. 12, pp. 524–526 (1965). APS
- R. Friedberg, y J. M. Luttinger, Density of electronic energy levels in disordered systems, Physical Review B, Vol. 12, pp. 4460–4474 (1975). APS
- J. M. Luttinger, Density of electronic energy levels in disordered systems. II, Physical Review B, Vol. 13, pp. 2596–2600 (1976). APS
- R. Tao, y J. M. Luttinger, Exact evaluation of Green's functions for a class of one-dimensional disordered systems, Physical Review B, Vol. 27, pp. 935–944 (1983). APS

## Necrológica
- Philip W. Anderson, Richard M. Friedberg, y Walter Kohn, Joaquin M. Luttinger, Physics Today, diciembre de 1997, pp. 89–90 (PDF).